# Vilhelm af Baden (1792-1859)
Prins Vilhelm af Baden (tysk: Wilhelm Ludwig August) (født 8. april 1792 i Karlsruhe, død 11. oktober 1859 i Karlsruhe), også kendt som Grev Wilhelm von Hochberg og fra 1817 som Markgraf Wilhelm von Baden, var en tysk prins af Baden, der var søn af storhertug Karl Frederik af Baden. Han var kommandør for den badiske brigade i Napoleons Grande Armée, der i 1812 deltog i Napoleons felttog i Rusland. Fra 1819 til 1858 var Wilhelm præsident for førstekammeret i Badens Stændeforsamling.